# روجرو تیتا
روجرو تیتا (ایتالیایی: Ruggero Tita؛ زادهٔ ۲۰ مارس ۱۹۹۲) قایقران قایق بادبانی اهل ایتالیا است.